# Indrek Pertelson
Indrek Pertelson (n. 21 aprilie 1971, Tallinn, URSS) este un judocan ce a reprezentat Estonia, medaliat olimpic. A participat la 4 ediții ale Jocurilor Olimpice (1992, 1996 2000, 2004) în care a câștigat două medalii de bronz.